# Garofalo
För andra betydelser, se Garofalo (olika betydelser).

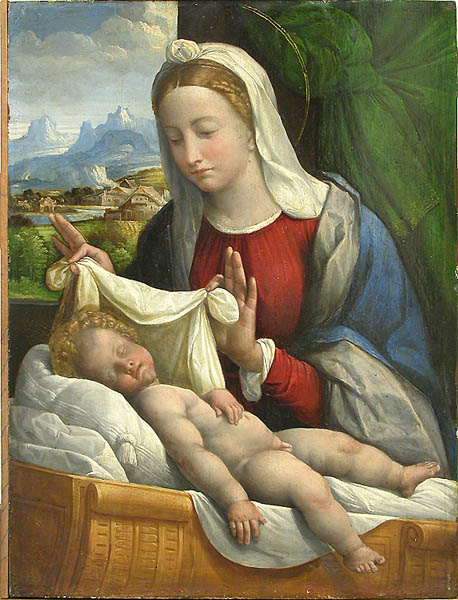
Le Sommeil de l'Enfant Jésus (Louvren)

Garofalo eller Il Garofalo, så kallad efter sin födelseort, nära Ferrara, hans egentliga namn var Benvenuto da Tisi, född 1481, död 6 september 1559, var en italiensk målare.
Han var först lärjunge av Domenico Panetti i Ferrara och studerade sedan under Boccaccio Boccaccini i Cremona och därefter bosatte han sig 1499 i Rom. Där målade han ett år under Giovanni Baldini, varefter han 1500 reste till Bologna, där han arbetade under sin berömde landsman Lorenzo Costa och genom hans anbefallning fick hertigen av Mantua till beskyddare. 1505 återvände han till Rom, där han studerade Michelangelo och Rafael samt blev förtrogen vän med den senare. 1511 återkom Garfalo till Ferrara, arbetade där jämte bröderna Dossi och mottog betydande uppdrag av hertigen, dekorerade palats och målade för kyrkor och kloster. Han förlorade sitt ena öga 1531 och blev fullständigt blind 1550.
Garofalos oupphörliga förändring av studieorter och skolor blev inte utan inflytande på hans konst. Där han står högst, har han sökt förena Rafaels stil med Ferraraskolans kraftiga färg. Därför finner man hos honom ofta mycket behag och en viss likhet med Rafael i ställningar och i hela den ideala riktningen jämte påminnelser om hans fädernestads målare i det mer eller mindre fantastiska uppfattningssättet och i en egendomligt lysande färg, som likväl dämpades genom inflytandet från Rom. Dessutom kan anmärkas, att han, i synnerhet i större figurer från sin senare tid, visar en tom idealitet i uttrycket, som inte övertäcks av den glänsande tekniken, utan verkar något enformigt och tröttande. Garofalo har ofta signerat sina tavlor med en nejlika (it. garofalo) för att därmed häntyda på sitt vanliga tillnamn.

## Verk (urval)
- Kristi himmelsfärd i Palazzo Chigi
- Marias besök hos Elisabet, i Pål
- Madonnan i gloria, i Venezias akademi
- altartavlor i S. Francesco (Ferrara)
- Kristi fängslande (fresk)